# Joé Dwèt Filé
Joé Dwèt Filé, pseudonimo di Joé Gilles (Montreuil, 12 marzo 1995), è un cantante francese con cittadinanza haitiana.

## Biografia
Gilles, avvicinatosi alla musica da piccolo, si è fatto conoscere col primo album in studio À deux, certificato oro dalla SNEP per le 50 000 unità equivalenti.
Il secondo disco Calypso, uscito nel giugno 2021, ha superato le 100 000 unità di vendita, venendo certificato platino. Daddy 9 (2023), invece, è stato il suo primo LP a raggiungere il podio della Top Albums francese.
4 kampé (2024), supportato da un remix con Burna Boy, è diventato il suo brano di maggior successo, ricevendo la certificazione di diamante in patria. Si tratta della sua prima entrata in top five nella Top Singles francese e del suo primo ingresso nella Luxembourg Songs.

## Discografia

### Album in studio
- 2019 – À deux
- 2021 – Calypso
- 2023 – Daddy 9

### EP
- 2020 – Eira
- 2024 – Goumin

### Mixtape
- 2018 – #Esolf

### Singoli
- 2018 – #TPM
- 2019 – Tu aurais dû en parler
- 2020 – Egoïste (feat. Singuila)
- 2020 – J'ai pas changé
- 2020 – La même chose
- 2021 – Bien plus fort (feat. Ya Levis)
- 2021 – Mouiller le maillot (con Still Fresh e John Scorp)
- 2021 – Jolie madame (feat. Ronisia)
- 2021 – C'est toi
- 2022 – Baby girl (feat. Leto)
- 2022 – Gaga (feat. MHD)
- 2022 – Madame (con Lil Jay Bingerack)
- 2022 – Histoire de coeur (con DJ Quick)
- 2022 – Meilleur (con CEF Tanzy)
- 2022 – Sans compter
- 2023 – Honey damoiseau (con SenSey)
- 2023 – Délire (feat. Tiakola)
- 2023 – Plus fort (con Minissia)
- 2023 – Routine Lover (con Good Nation e Lojay)
- 2024 – Lollipop (con Curtis Kane)
- 2024 – Personne d'autre (con Curtis Kane)
- 2024 – 4 kampé (solo o con Burna Boy)
- 2024 – Baddies (con Aya Nakamura)
- 2025 – Tout gâcher (con Zeg P e Anitta)

## Tournée
- 2019 – DF Tour
- 2022 – Calypso Tour
- 2023 – US Tour
- 2023 – Daddy Tour